# Małkinia Górna (village)
Pour les articles homonymes, voir Małkinia Górna.
Małkinia Górna (prononciation : [mau̯ˈkiɲa ˈɡurna]) est un village polonais de la gmina de Małkinia Górna dans le powiat d'Ostrów Mazowiecka de la voïvodie de Mazovie dans le centre-est de la Pologne.
Le village est le siège administratif (chef-lieu) de la gmina appelée gmina de Małkinia Górna.
Il se situe à environ 16 kilomètres au sud-est d'Ostrów Mazowiecka (siège du powiat) et à 90 kilomètres au nord-est de Varsovie.
Le village compte approximativement une population de 5 199 habitants en 2006.

## Histoire
De 1975 à 1998, le village appartenait administrativement à la Powiat d'Ostrów dans la voïvodie d'Ostrołęka.

## Référence artistique
Le groupe de rock français Achab fait référence au village dans sa chanson Malkinia (incluse dans l'album Un monde formidable) en raison de sa proximité avec le camp d'extermination nazi de Treblinka. Dans la chanson le groupe évoque le village afin de parler de l'oubli des mémoires de la Shoah et du devoir de mémoire (par la phrase « sans mémoire il n'y a pas de lendemain »).